# Nesrine Magroune
Nesrine Magroune, née le 27 février 1999 à Skikda, est une gymnaste artistique algérienne.

## Carrière
Aux Championnats d'Afrique de gymnastique artistique 2014, elle est médaillée de bronze par équipes en catégorie junior. Elle obtient la médaille de bronze par équipes aux Jeux africains de 2015.